# Henagar, Alabama
Henagar là một thành phố thuộc quận DeKalb, tiểu bang Alabama, Hoa Kỳ. Dân số năm 2009 là 2611 người, mật độ đạt 45 người/km².